# روسولا أنيقة
روسولا أنيقة (الاسم العلمي: Russula elegans) هي نوع من الفطريات تتبع جنس الروسولا من الفصيلة الروسولية.